# Zhanjiang
Zhanjiang (léase Chan-chian; en chino, 湛江; pinyin, Zhànjiāng; literalmente, ‘río azul’; en cantonés, Tsamkong; anteriormente conocida con el nombre francés de Fort-Bayard) es una ciudad-prefectura en la provincia de Cantón, República Popular China. Se ubica en la costa occidental de la península de Leizhou en las costas del mar de la China Meridional. Su área es de 12.490 km², la población metropolitana es de 1.400.685 habitantes y la población total de la Prefectura es de 7 millones.
Toda la región de Kouang-Tcheou-Wan fue ocupada por los franceses a finales del siglo XIX, quienes obtuvieron el arriendo por parte de China. A la ciudad capital le dieron el nombre de Fort-Bayard. La colonia dependía de la Indochina francesa y tenía 200.000 habitantes antes de la Segunda Guerra Mundial.[cita requerida] Permaneció con ese estaus colonial hasta su devolución a China por el gobierno francés en 1946. Por lo dicho, hay habitantes que tienen conocimientos de francés. Sus habitantes hablan el dialecto min nan.[cita requerida]

## Mapas en los que aparece Zhanjiang

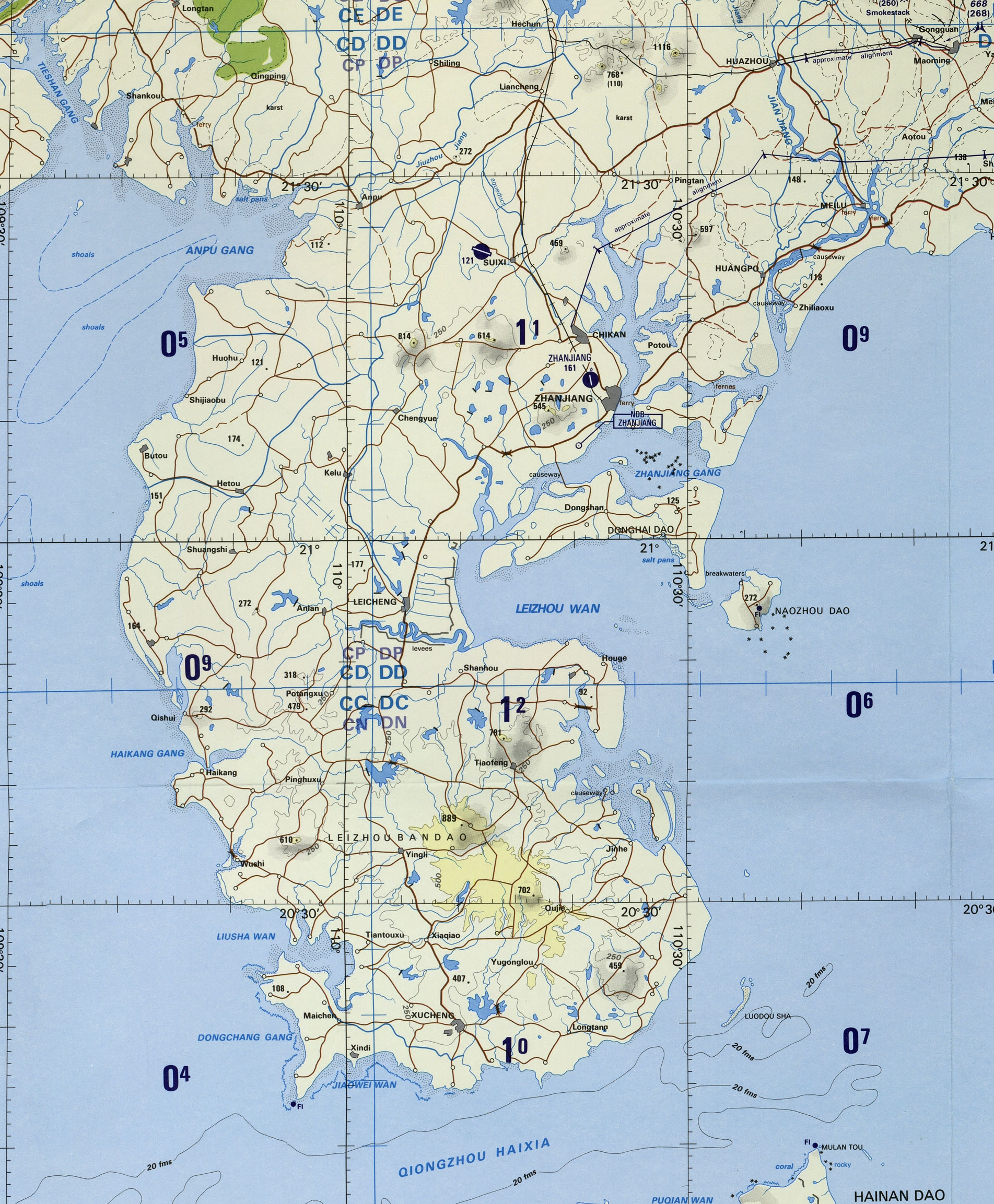
Mapa de la península de Leizhou
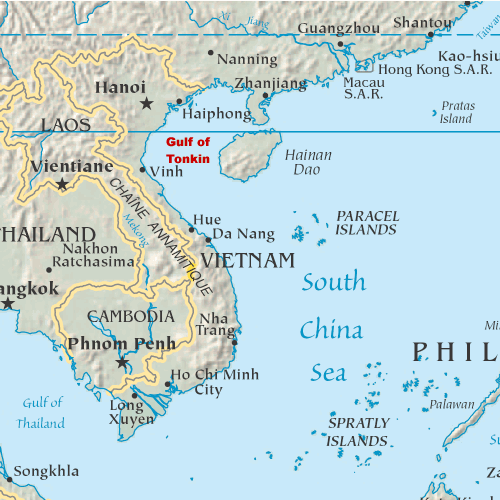
Mapa del golfo de Tonkín

## Administración
La ciudad-prefectura de Zhanjiang se divide en 4 distritos urbanos , 3 ciudades suburbanas y 2 condados.
| Mapa             | #               | Nombre | Carácter      | Pinyin    | Población (2003) | Área (km²) | Densidad (hab./km²) |
| ---------------- | --------------- | ------ | ------------- | --------- | ---------------- | ---------- | ------------------- |
|                  | Ciudad-distrito |        |               |           |                  |            |                     |
| 1                | Chikan          | 赤坎区 | Chìkǎn Qū     | 220 000   | 79               | 2785       |                     |
| 2                | Xiashan         | 霞山区 | Xiáshān Qū    | 360 000   | 88               | 4091       |                     |
| 3                | Potou           | 坡头区 | Pōtóu Qū      | 380 000   | 424              | 896        |                     |
| 4                | Mazhang         | 麻章区 | Mázhāng Qū    | 470 000   | 769              | 611        |                     |
| Ciudad-municipio |                 |        |               |           |                  |            |                     |
| 5                | Wuchuan         | 吴川市 | Wúchuān Shì   | 1 010 000 | 848              | 1191       |                     |
| 6                | Lianjiang       | 廉江市 | Liánjiāng Shì | 1 510 000 | 2835             | 533        |                     |
| 7                | Leizhou         | 雷州市 | Léizhōu Shì   | 1 510 000 | 3523             | 429        |                     |
| Condado          |                 |        |               |           |                  |            |                     |
| 8                | Suixi           | 遂溪县 | Suíxī Xiàn    | 990 000   | 2144             | 462        |                     |
| 9                | Xuwen           | 徐闻县 | Xúwén Xiàn    | 690 000   | 1954,37          | 382        |                     |

## Historia
Durante la dinastía Qing, esta área (llamada por los franceses Kouang-Tchéou-Wan) pertenecía al condado de Xiang y al gobierno central de la dinastía Han, y el condado Xuwen administraba el resto de la península. Fue uno de los primeros puntos de salida de la Ruta de la Seda.[cita requerida]
La ciudad específicamente era todavía un pequeño puerto pesquero, cuando fue ocupada por los franceses en 1898 quienes la llamaron Fort-Bayard. En algunas zonas, Francia tenía los derechos exclusivos del ferrocarril y del desarrollo minero, pero sus esfuerzos se vieron obstaculizados por la pobreza de las tierras circundantes. Los franceses mantuvieron el control de la región hasta 1943, cuando los japoneses ocuparon la zona durante la Segunda Guerra Mundial.[cita requerida]
La ciudad-prefectura de Zhanjiang tiene jurisdicción sobre nueve subdivisiones: cuatro distritos, tres ciudades-distrito y dos xian: en 1939, el territorio bajo administración francesa tenía una superficie de 12 795 km², de los que 25 km² correspondían a la concesión de Fort-Bayard, que corresponde aproximadamente a la superficie administrativa actual del territorio (12 490 km²). En 1943, el territorio fue ocupado por los japoneses, y cedido definitivamente a China en 1946. En septiembre de  1945, Fort-Bayard fue declarada « ciudad libre », como consecuencia de la rendición japonesa. Francia, en pleno caos del fin de la guerra, no había enviado tropas por lo que el territorio se liberó a sí mismo. Además, era difícil encontrar un interlocutor válido ya que la suerte del territorio era disputada por los nacionalistas chinos y por los comunistas. De forma tal que la cesión del territorio -en 1946, por el gobierno del general Charles de Gaulle, entonces jefe del Estado- nunca fue ratificada por la Asamblea Nacional Francesa, contrariamente a lo que ocurrió con los Establecimientos Franceses de la India, cedidos en 1954, pero cuya ratificación se efectuó recién en 1962. El territorio de Kouang-Tchéou-Wan fue ocupado por los comunistas chinos desde fines de 1948 y definitivamente integrado a la República Popular de China en diciembre de 1949. En 1995, quedaban alrededor de 1000 francófonos en el territorio, en su mayor parte mayores de 65 años.[cita requerida]
El idioma francés se enseñó en el Liceo Pasteur de Fort Bayard, de 1921 a 1943: dictaban los cursos 1 docente francés (europeo), asistido de un equipo de 5 docentes francófonos de Indochina (de los que 3 eran de etnia china) y 2 vietnamitas. El resto de la educación era en chino. El objetivo era formar cuadros francófonos para administrar el territorio en arriendo. Entre 1921 y 1943, otros docentes residieron en Fort Bayard, provenientes de Hanói o aún de Saigón. También se formaron profesores francófonos de Fort Bayard, activos desde 1925, algunos de los cuales dejaron el territorio y fueron a Indochina, a la China continental o a la concesión francesa de Shanghái.[cita requerida]
En 1943, con la ocupación japonesa, el Liceo Pasteur fue cerrado y el equipo docente expulsado a Indochina. El liceo pasó a servir de cuartel general de las fuerzas de ocupación japonesas desde 1943 hasta septiembre de 1945 y una parte del liceo sirvió de depósito para armas y explosivos. Los últimos japoneses dejaron el territorio en octubre de 1945 y el liceo cerró definitivamente. Entre 1921 y 1943, alrededor de 2.000 chinos aprendieron francés allí. Los militares japoneses se rindieron ante los representantes de las fuerzas nacionalistas chinas. En enero de 1946, Francia confirma su partida, así como el cierre del liceo, cerrado en los hechos en 1943. Francia no envió ningún representante en ocasión de la rendición japonesa en el territorio.
Así, el liceo cerró definitivamente sus puertas en 1945 y su edificio fue demolido en 1950 al efectuarse los trabajos para ampliar la superficie del puerto.[cita requerida]
Tras el establecimiento de la República Popular en 1949, Zhanjiang desarrolló nueva importancia. En el año 1955 se construyó una línea de ferrocarril que se unió con el tren de Hunan y Guangxi. Desde entonces, la zona se ha convertido en un importante puerto moderno que sirve el sur de China. Zhanjiang fue catalogada como "ciudad abierta", donde el gobierno central invita a la inversión extranjera para mayor desarrollo industrial. A principios de 1990 se completó una nueva línea ferroviaria vinculando Zhanjiang con la capital provincial. La línea fue extendida más tarde a Hai'an, en el extremo sur de la Península de Leizhou.[cita requerida]

## Lenguas
El idioma principal de la zona es el dialecto de Zhanjiang, un subdialecto del min de Leizhou, que es una subdivisión del chino min nan, además del conocimiento del francés ya mencionado.

## Clima
| Parámetros climáticos promedio de Zhanjiáng | Parámetros climáticos promedio de Zhanjiáng | Parámetros climáticos promedio de Zhanjiáng | Parámetros climáticos promedio de Zhanjiáng | Parámetros climáticos promedio de Zhanjiáng | Parámetros climáticos promedio de Zhanjiáng | Parámetros climáticos promedio de Zhanjiáng | Parámetros climáticos promedio de Zhanjiáng | Parámetros climáticos promedio de Zhanjiáng | Parámetros climáticos promedio de Zhanjiáng | Parámetros climáticos promedio de Zhanjiáng | Parámetros climáticos promedio de Zhanjiáng | Parámetros climáticos promedio de Zhanjiáng | Parámetros climáticos promedio de Zhanjiáng |
| Mes                                         | Ene.                                        | Feb.                                        | Mar.                                        | Abr.                                        | May.                                        | Jun.                                        | Jul.                                        | Ago.                                        | Sep.                                        | Oct.                                        | Nov.                                        | Dic.                                        | Anual                                       |
| ------------------------------------------- | ------------------------------------------- | ------------------------------------------- | ------------------------------------------- | ------------------------------------------- | ------------------------------------------- | ------------------------------------------- | ------------------------------------------- | ------------------------------------------- | ------------------------------------------- | ------------------------------------------- | ------------------------------------------- | ------------------------------------------- | ------------------------------------------- |
| Temp. máx. media (°C)                       | 18.9                                        | 18.9                                        | 21.7                                        | 25.6                                        | 29.4                                        | 31.1                                        | 31.7                                        | 31.1                                        | 30.6                                        | 27.8                                        | 24.4                                        | 20.6                                        | 26                                          |
| Temp. mín. media (°C)                       | 13.9                                        | 14.4                                        | 17.8                                        | 21.7                                        | 25                                          | 26.7                                        | 27.2                                        | 26.7                                        | 25.6                                        | 22.8                                        | 18.3                                        | 14.4                                        | 21.2                                        |
| Precipitación total (mm)                    | 20.3                                        | 35.6                                        | 48.3                                        | 109.2                                       | 180.3                                       | 221                                         | 213.4                                       | 292.1                                       | 226.1                                       | 88.9                                        | 43.2                                        | 20.3                                        | 1498.6                                      |
| Fuente: Weatherbase                         |                                             |                                             |                                             |                                             |                                             |                                             |                                             |                                             |                                             |                                             |                                             |                                             |                                             |

## Economía
El aspecto más importante de la ciudad es su puerto de 241 kilómetros, 4 veces mayor que el de Róterdam. El puerto es uno de los ocho principales puertos de China, con una producción anual de más de 2600 millones de toneladas.
Se trata de un puerto marítimo y centro comercial de gran variedad, que incluye astillero, plantas textiles, refinerías de azúcar, plantas de producción de automóviles, productos químicos y aparatos eléctricos, así como molinos de arroz.[cita requerida]
Por el lado de la agricultura, la producción de caña de azúcar fue de lo más destacado en 2007 con 1 millón de toneladas, otros productos son piñas, plátanos, papayas, mariscos, langostinos criados en granjas y pescados.[cita requerida]

## Deportes
El equipo de fútbol local es el Zhanjiang Tiandi (湛江天地壹号足球俱乐部) y fue fundado el 7 de agosto de 2007 con una inversión de 30 millones de yuanes. Es el primer club de fútbol profesional en la historia de la ciudad. La sede es el estadio centro de deportes de Zhanjiang (湛江体育中心) con capacidad para 20.000 espectadores.

## Aeropuerto
El aeropuerto principal es el Zhanjiang (湛江机场) ubicado en el distrito Xiashan a 5 km del centro de la ciudad, fue construido en 1952.
| Aerolíneas              | Destinos          |
| ----------------------- | ----------------- |
| Air China               | Pekín, Chengdú    |
| China Eastern Airlines  | Shantou           |
| China Southern Airlines | Cantón, Hong Kong |
| Shenzhen Airlines       | Shenzhen          |

## Ciudades hermanadas
- Sérpujov[cita requerida]
- Marikina[cita requerida]
- Cairns[cita requerida]